# Троицкий Небин монастырь
Троице-Небин монастырь — не действующий в настоящее время мужской монастырь, существовавший в 1592—1920 годах в городе Торопце Тверской области.
В XVI веке на берегу Торопы недалеко от города существовало село Небино, населённое ямщиками. В 1592 году здесь был основан Троицкий монастырь, получивший в просторечии название Небин. Основателем стал иеромонах Сергий.

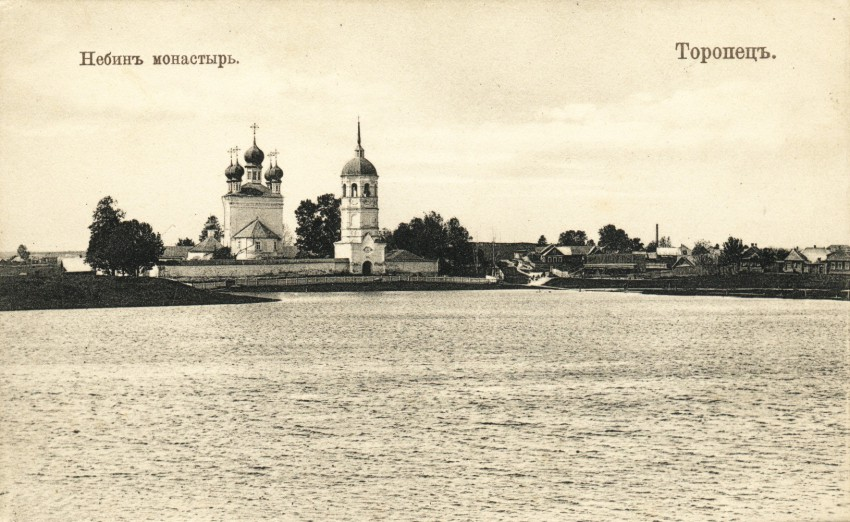
Монастырь до революции

До 1718 года в монастыре была деревянная церковь, в 1718 здесь построили Собор Троицы Живоначальной (в настоящее время полуразрушен).
Кельи и колокольня в настоящее время не сохранились.
После революции, в 1920-е годы, монастырь был закрыт. В советское время в здании собора располагался литейно-механический завод.
В 1995 году полуразрушенное здание собора было объявлено памятником градостроительства и архитектуры федерального (государственного) значения.
Из истории описания монастыря:
"В «Исторических, географических и политических известиях, до города Торопца и его округа касающихся…» священника Покровской церкви Петра Иродионова, впервые изданных в 1778 г., сообщается, что в первой трети XVII в. «на посаде» значатся один «девичий» и два мужских монастыря: Николаевский и Небин, в последнем из которых числится всего пять человек. Также говорится, что 17 марта 1706 г. в Торопце вторично был проездом Петр I, где его со всем «священством» встречал в соборной городской Богородицкой церкви настоятель Небина монастыря архимандрит Герман, который затем «со всеми духовными» преподнес царю образ Корсунской Божией Матери. К моменту написания книги Иродионовым в городе существовало только два монастыря – один женский (по сведениям Щукина, в ходе реформы 1764 г. был ликвидирован, но просуществовал до начала XIX в.) и один мужской (Небин).
В 1817 г. в четвёртом переиздании «Описания монастырей, в Российской империи находящихся…» находим следующие сведения относительно Небина монастыря: он именуется Троицким, является мужским и относится к 3 классу, а также находится в составе Псковской губернии, в которую на тот момент входил город Торопец. Здесь же сообщается дата основания – 1592 г. Указано, что в обители есть двухэтажная соборная церковь, в верхней части которой располагается «храм» во имя св. Троицы, а в нижней – «во имя Честного и Животворящего креста». В 1829 г. в «Подробном и верном описании монастырей, находящихся в Российской империи…» представлено сходное описание с указанием предположительной даты постройки самого храма: «Небин, или Троицкий Небин, мужской 3 класса монастырь во Псковской губернии при городе Торопце, с каменною двуэтажною церквою, из коих в нижнем престол во имя Честного и Животворящего креста Господня, а в верхнем во имя св. Живоначальной Троицы, состоит под управлением игумена; построен около 1800 года».
В «Списках иерархов и настоятелей монастырей Российской церкви» (1877), составленных П. М. Строевым, год основания обители также указан как 1592, здесь же приводятся сведения об его основателе – монахе Сергии, а также отдельные выявленные имена строителей, архимандритов и игуменов с 1625 по 1869 гг. Вероятно, что изначально монастырь имел простую структуру управления или же существовал в виде пустыни, т. к. указываются именно его строители, а так в XVI – XVII вв. называли настоятелей, например, того же торопецкого Кудина монастыря.
В конце XIX столетия к описанию истории и современному на тот момент состоянию монастыря обращается священник В. Д. Щукин (с 1886 г. – настоятель Корсунско-Богородицкого собора), который, во-первых, издает в 1896 г. книжечку «Троицкий третьеклассный мужской монастырь в городе Торопце Псковской епархии (1592 – 1896 гг.)» под таким жанровым определением, как «заметки», а в 1897 г. на основе этого текста публикует очерк, посвященный данной обители, с рядом незначительных стилистических и структурных правок, в «Псковских епархиальных ведомостях». Это довольно значительная работа, хотя и небольшая по объёму, содержащая описание интерьеров и экстерьеров обители, устройство её иконостасов и частично расположение росписей собора и приделов. Следует отметить, что, кроме архивных документов и печатных источников, Щукин обращается и к личным впечатлениям от посещения монастыря, выделяя, например, оригинальность «живописи» в главной верхней церкви икон страданий Иисуса Христа и «изображение» Страшного суда.
В 1902 г. выходит книга И. И. Побойнина «Торопецкая старина», в которой он указывает, что монастырь возник на том месте, где в 1540 г. находилась «небольшая подгородная деревушка Небино, населенная ямщиками». Также Побойнин пишет, что в 1584 г. монастырю, «вероятно, незадолго до этого времени основанному», была выдана первая жалованная, а в 1623, 1640, 1648 гг. были получены подтвердительные грамоты. В 1629 – 1631 гг., по свидетельству писцовой книги этого периода, кроме строителя монастыря Сергия (возможно, тезка основателя) при нём был чёрный поп и три старца, а монастырю принадлежало около 40 десятин земли, на которой жили четыре бобыля в двух дворах и находилась мельница на «р. Уклеинке». В 1634 г. монастырь сгорел, а в 1686 г. при нём существовала деревянная церковь св. Троицы с трапезой и приделом в честь сретения Пречистой Богородицы Владимирской, келья архимандрита (с 1670 г. здесь вместо строителей назначались именно они) и три братских, а при монастырской слободке насчитывалось девять бобыльских дворов. В 1718 г., по сообщению И. И. Побойнина, была построена двупрестольная пятиглавая церковь во имя св. Троицы, а с правой стороны – придел в честь Пресвятой Богородицы Тихвинской. На 1763 г. за монастырем числилось 136 душ крестьян.
Именно этот монастырь остался в 1764 г. после упразднения трех других торопецких монастырей («Николаевского особного», Рождества Иоанна Предтечи и «Кудина» Троицкого в «Харитонове пустыни»)".